# Cypriotisch voetbalkampioenschap 2003/04
In 2003/04 werd het 66e Cypriotische voetbalkampioenschap gespeeld. APOEL FC won de competitie voor 18e keer.

## Stadions
| Team                | Stadion                     |
| ------------------- | --------------------------- |
| AEK Larnaca         | GSZ Stadium                 |
| AEL                 | Tsirion Stadium             |
| AEP Paphos          | Pafiako Stadium             |
| Anagennisi Dherynia | Anagennisi Football Ground  |
| Anorthosis          | Antonis Papadopoulosstadion |
| APOEL               | GSP Stadium                 |
| Apollon             | Tsirion Stadium             |
| Digenis             | Makariostadion              |
| Doxa Katokopia      | Makariostadion              |
| Ethnikos            | Dasaki Stadium              |
| ENP                 | Paralimni Stadium           |
| Olympiakos          | GSP Stadium                 |
| Omonia              | GSP Stadium                 |
| Onisilos            | Paralimni Stadium           |

## Stand
| Pos | Team                    | Wed | W  | G | V  | Ptn | DV | DT  | +/− | Kwalificatie of degradatie                                         |
| --- | ----------------------- | --- | -- | - | -- | --- | -- | --- | --- | ------------------------------------------------------------------ |
| 1   | APOEL (C)               | 26  | 20 | 5 | 1  | 65  | 56 | 20  | +36 | Gekwalificeerd voor Tweede voorronde UEFA Champions League 2004/05 |
| 2   | Omonia                  | 26  | 20 | 2 | 4  | 62  | 68 | 29  | +39 | Gekwalificeerd voor Eerste voorronde UEFA Cup 2004/05              |
| 3   | Apollon Limassol        | 26  | 16 | 1 | 9  | 49  | 50 | 23  | +27 |                                                                    |
| 4   | AEL Limassol            | 26  | 14 | 7 | 5  | 49  | 52 | 26  | +26 |                                                                    |
| 5   | Anorthosis Famagusta    | 26  | 15 | 3 | 8  | 48  | 57 | 35  | +22 |                                                                    |
| 6   | Ethnikos Achna          | 26  | 11 | 5 | 10 | 38  | 51 | 37  | +14 | Gekwalificeerd voor Eerste ronde UEFA Intertoto Cup 2004           |
| 7   | AEP Paphos              | 26  | 12 | 2 | 12 | 38  | 41 | 36  | +5  |                                                                    |
| 8   | Enosis Neon Paralimni   | 26  | 10 | 6 | 10 | 36  | 40 | 36  | +4  |                                                                    |
| 9   | AEK Larnaca             | 26  | 9  | 5 | 12 | 32  | 50 | 52  | −2  | Gekwalificeerd voor Tweede voorronde UEFA Cup 2004/05              |
| 10  | Olympiakos Nicosia      | 26  | 8  | 7 | 11 | 31  | 45 | 44  | +1  |                                                                    |
| 11  | Digenis Morphou         | 26  | 7  | 7 | 12 | 28  | 27 | 38  | −11 |                                                                    |
| 12  | Anagennisi Dherynia (R) | 26  | 4  | 5 | 17 | 17  | 15 | 44  | −29 | Degradatie naar B' Kategoria 2004/05                               |
| 13  | Onisilos Sotira (R)     | 26  | 4  | 3 | 19 | 15  | 22 | 61  | −39 | Degradatie naar B' Kategoria 2004/05                               |
| 14  | Doxa Katokopia (R)      | 26  | 1  | 4 | 21 | 7   | 18 | 111 | −93 | Degradatie naar B' Kategoria 2004/05                               |

## Resultaten
| Thuis \ Uit         | AEK | AEL | AEP | ANG | ANR  | APN | APL | DGN | DXK  | ETH | ENP | OLM | OMN | ONS |
| ------------------- | --- | --- | --- | --- | ---- | --- | --- | --- | ---- | --- | --- | --- | --- | --- |
| AEK Larnaca         |     | 2–2 | 4–1 | 2–0 | 4–3  | 2–2 | 0–1 | 0–1 | 7–0  | 2–3 | 2–3 | 0–0 | 2–3 | 3–1 |
| AEL                 | 4–2 |     | 1–0 | 0–0 | 3–0  | 1–1 | 2–0 | 5–1 | 8–0  | 1–1 | 1–2 | 2–1 | 2–1 | 4–0 |
| AEP Paphos          | 3–2 | 0–1 |     | 2–2 | 2–1  | 0–2 | 3–1 | 1–0 | 5–0  | 2–0 | 2–0 | 3–1 | 2–2 | 5–0 |
| Anagennisi Dherynia | 0–1 | 0–2 | 1–0 |     | 0–2  | 0–1 | 0–4 | 1–1 | 2–0  | 0–3 | 0–1 | 0–0 | 1–2 | 0–2 |
| Anorthosis          | 4–1 | 1–1 | 2–0 | 1–0 |      | 1–1 | 0–3 | 2–3 | 4–0  | 2–1 | 3–1 | 3–1 | 2–3 | 1–0 |
| APOEL               | 5–1 | 3–1 | 3–1 | 4–0 | 2–0  |     | 1–0 | 1–0 | 3–3  | 2–1 | 2–1 | 2–1 | 1–2 | 3–0 |
| Apollon             | 4–2 | 2–0 | 2–0 | 0–1 | 1–2  | 0–1 |     | 2–0 | 5–1  | 1–0 | 3–0 | 4–1 | 0–1 | 3–1 |
| Digenis             | 1–2 | 1–3 | 1–0 | 4–0 | 0–3  | 0–2 | 0–1 |     | 0–0  | 1–1 | 1–1 | 1–4 | 3–0 | 4–1 |
| Doxa Katokopia      | 2–2 | 0–2 | 1–2 | 0–4 | 1–10 | 2–3 | 0–5 | 2–1 |      | 1–3 | 0–4 | 1–1 | 0–2 | 1–4 |
| Ethnikos            | 2–2 | 2–0 | 3–1 | 3–0 | 0–2  | 1–3 | 1–0 | 1–2 | 9–0  |     | 0–2 | 5–4 | 0–3 | 6–0 |
| ENP                 | 1–3 | 0–1 | 0–1 | 0–0 | 2–3  | 1–1 | 2–1 | 1–1 | 6–1  | 1–1 |     | 2–1 | 2–3 | 3–1 |
| Olympiakos          | 3–1 | 2–2 | 2–1 | 4–2 | 1–1  | 1–3 | 3–3 | 0–0 | 5–0  | 0–1 | 3–1 |     | 2–4 | 1–0 |
| Omonia              | 3–0 | 2–1 | 3–1 | 4–1 | 2–1  | 0–1 | 1–3 | 4–0 | 11–0 | 3–1 | 1–1 | 2–1 |     | 3–1 |
| Onisilos            | 0–1 | 2–2 | 1–3 | 1–0 | 2–3  | 0–3 | 0–1 | 0–0 | 3–2  | 2–2 | 0–2 | 0–2 | 0–3 |     |

## Topscores
| # | Speler         | Club       | Doelpunten |
| - | -------------- | ---------- | ---------- |
| 1 | Jozef Kozlej   | Omonia     | 21         |
| 2 | Łukasz Sosin   | Apollon    | 20         |
| 3 | Sása Jovanović | AEP Paphos | 15         |
| 4 | Levan Kebadze  | Enosis     | 14         |
| 5 | Zenzo Moyo     | AEP        | 13         |

## Kampioen
| 2003/04                       |
| Cyprus                        |
| ----------------------------- |
| APOEL FC Kampioen (18° titel) |

1934/35 · 1935/36 · 1936/37 · 1937/38 · 1938/39 · 1939/40 · 1940/41 · 1941/42 · 1942/43 · 1943/44 ·  1944/45 · 1945/46 · 1946/47 · 1947/48 · 1948/49 · 1949/50 · 1950/51 · 1951/52 · 1952/53 · 1953/54 · 1954/55 · 1955/56 · 1956/57 · 1957/58 · 1958/59 ·  1959/60 · 1960/61 · 1961/62 · 1962/63 · 1963/64 · 1964/65 · 1965/66 · 1966/67 · 1967/68 · 1968/69 · 1969/70 · 1970/71 · 1971/72 · 1972/73 · 1973/74 · 1974/75 · 1975/76 · 1976/77 · 1977/78 · 1978/79 · 1979/80 · 1980/81 · 1981/82 · 1982/83 · 1983/84 · 1984/85 · 1985/86 · 1986/87 · 1987/88 · 1988/89 · 1989/90 · 1990/91 · 1991/92 · 1992/93 · 1993/94 · 1994/95 · 1995/96 · 1996/97 · 1997/98 · 1998/99 · 1999/00 · 2000/01 · 2001/02 · 2002/03 · 2003/04 · 2004/05 · 2005/06 · 2006/07 · 2007/08 · 2008/09 · 2009/10 · 2010/11 · 2011/12 · 2012/13 · 2013/14 · 2014/15 · 2015/16 · 2016/17 · 2017/18 · 2018/19 · 2019/20 · 2020/21 · 2021/22